# ۴کیدز انترتینمنت
شرکت ۴کیدز انترتینمنت (به انگلیسی: 4Kids Entertainment, Inc.) (با نام سابق Leisure Concepts و نا کنونی 4Licensing Corporation) یک شرکت صدور لایسنس آمریکایی بود که در تولید فیلم و تلویزیون نیز مشارکت داشت. این شرکت از طریق شرکت تابعه 4Kids Productions خود بین سال‌های ۱۹۹۲ و ۲۰۱۲ انیمه ژاپنی را به زبان انگلیسی دوبله می‌کرد؛ ۴کیدز انترتینمنت در زمینه تهیه، تولید و صدور لایسنس برای سرگرمی کودکان در سراسر ایالات متحده تخصص داشت. اولین انیمیشنی که 4Kids Productions دوبله کرد، هشت فصل اول پوکمون بود که از برنامه Kids' WB! در ایالات متحده پخش شد.
۴کیدز بیشتر به دلیل لایسنس های تلویزیونی خود شامل مجموعه انیمه های چند میلیارد دلاری پوکمون و یو-گی-او است، مشهور می‌باشد.
دفتر مرکزی 4Licensing Corporation در خیابان سوم نیویورک قرار داشت وشرکت تابعه سابق آن، 4Kids Productions، دفتر مرکزی خود را در یک ساختمان جداگانه در منهتن داشت. بورس نیویورک در تاریخ ۱ ژوئن 2010 ۴کیدز را از فهرست بورس خارج کرد. در ۶ آوریل ۲۰۱۱، پس از طرح دعوی حقوقی در مورد مجوز انیمه یو-گی-او، این شرکت درخواست استفاده از قانون حمایت از ورشکستگی ایالات متحده را ارائه داد. در ۱۳ دسامبر ۲۰۱۲، این شرکت اعلام کرد که از ورشکستگی خارج شده‌است. در تاریخ ۲۱ سپتامبر ۲۰۱۶، دوباره درخواست حمایت از ورشکستگی را داد ولی یک سال بعد به‌طور کامل بسته شد.